# Derkaci, Mirhorod
Derkaci (în ucraineană Деркачі) este un sat în comuna Șahvorostivka din raionul Mirhorod, regiunea Poltava, Ucraina.

## Demografie
Componența lingvistică a localității Derkaci
     Ucraineană (100%)
Conform recensământului din 2001, toată populația localității Derkaci era vorbitoare de ucraineană (100%).